# Rincón de Romos (község)
Rincón de Romos község Mexikó Aguascalientes államának északi részén. 2010-ben lakossága kb. 49 000 fő volt, ebből mintegy 28 000-en laktak a községközpontban, Rincón de Romosban, a többi 21 000 lakos a község területén található 229 kisebb településen élt.

## Fekvése
Az Aguascalientes állam északi részén elterülő állam nyugati fele a Nyugati-Sierra Madre hegységhez tartozik, míg keleti fele már a Mexikói-fennsík síkvidéke. Itt található településeinek többsége is, a községközpont éppen a síkság és a hegyvidék találkozásánál. A község kb. 1900 és 2500 méteres tengerszint feletti magasságokban fekszik. Az éves csapadékmennyiség 400 és 600 mm között van, de időbeli eloszlása igen egyenetlen, ezért minden itteni vízfolyás csak időszakos. Közülük a jelentősebbek a San Pedro, a Las Crucitas, az El Saucillo, az El Afiladero, az El Fresno, a La Boquilla és a Pabellón. Legnagyobb tava, melyben állandóan van víz, az El Saucillo, mely a községközpont közelében, attól északnyugatra fekszik. A község területének kb. felét hasznosítják növénytermesztésre (a keleti felén elterülő síkságot), 40%-ot rétek, legelők tesznek ki, a maradék néhány százalékon a lakott területek, bozótvidékek (délnyugaton) és egy kevés erdő osztozik.

## Népesség
A község lakóinak száma a közelmúltban igen gyorsan növekedett, a változásokat szemlélteti az alábbi táblázat:
| Év   | Lakosság |
| ---- | -------- |
| 1990 | 33 781   |
| 1995 | 38 752   |
| 2000 | 41 655   |
| 2005 | 45 471   |
| 2010 | 49 156   |

## Települései
A községben 2010-ben 230 lakott helyet tartottak nyilván, de nagy részük igen kicsi: 151 településen 10-nél is kevesebben éltek. A jelentősebb helységek:
| Település                       | Lakosság (2010) |
| ------------------------------- | --------------- |
| Rincón de Romos (községközpont) | 27 988          |
| Pabellón de Hidalgo             | 4316            |
| Escaleras                       | 2790            |
| San Jacinto                     | 2356            |
| El Bajío                        | 1278            |
| California                      | 935             |
| La Boquilla                     | 873             |
| El Valle de las Delicias        | 769             |
| San Juan de la Natura           | 729             |
| El Saucillo                     | 673             |
| Morelos                         | 662             |
| Mar Negro                       | 658             |
| Puerta del Muerto (El 15)       | 645             |
| Fresnillo                       | 525             |
| Estancia de Mosqueira           | 509             |
| 16 de Septiembre                | 411             |
| Cerro del Gato                  | 310             |